# Puneeth Rajkumar
Puneeth Rajkumar (Madras, Tamil Nadu; 17 de marzo de 1975-Bangalore, Karnataka; 29 de octubre de 2021) actor, cantante, productor y presentador de televisión indio que trabajó principalmente en el cine Kannada.

## Biografía
Puneeth (nacido Lohith) nació en Madrás, hijo del ídolo de matiné Dr. Rajkumar y Parvathamma Rajkumar, el 17 de marzo de 1975. Fue su quinto y menor hijo. Cuando Puneeth tenía seis años, su familia se mudó a Mysore. Su padre los llevaba a él y a su hermana Poornima a sus sets de rodaje hasta que cumplió diez años. Sus hermanos mayores, Shiva Rajkumar y Raghavendra Rajkumar, también son actores profesionales.
Comenzó su carrera como actor infantil, participando en películas como  Vasantha Geetha (1980), Bhagyavantha (1981), Chalisuva Modagalu (1982), Eradu Nakshatragalu (1983) y Bettada Hoovu (1985), por la que ganó el Premio Nacional de Cine al Mejor Actor Infantil, por su papel como Ramu. También recibió premios estatales por sus actuaciones en Chalisuva Modagalu y Eradu Nakshatragalu. 
Su debut como protagonista llegó en 2002 con Appu, una película que fue un éxito comercial y marcó el inicio de su apodo "Appu" entre los fans. Apareció en otras exitosas películas como Abhi (2003), Aakash (2005), Arasu (2007), Milana (2007), Jackie (2010), Hudugaru (2011), Anna Bond (2012), Power (2014), Rana Vikrama (2015), Raajakumara (2017), Anjani Putra (2017) y James (2022).
Sus películas combinaban acción, drama familiar y mensajes sociales. Puneeth también fue conocido por sus habilidades como cantante y bailarín. Además, produjo películas bajo su sello PRK Productions.

## Muerte
El 29 de octubre de 2021, Puneeth se quejó de malestar a su esposa Ashwini, y murió de camino a un hospital de Bangalore a la edad de 46 años. El motivo de su muerte fue un ataque al corazón. A su funeral de Estado asistieron el entonces Ministro Principal de Karnataka, Basavaraj Bommai y otros líderes.

## Premios y reconocimientos
- El 1 de noviembre de 2022, fue galardonado póstumamente con el Karnataka Ratna (El premio más prestigioso de Karnataka) después de su muerte.[14]
- El 22 de marzo de 2022, fue investido doctor honoris causa a título póstumo por la Universidad de Mysore en su 102ª convocatoria y fue recibido por su esposa Ashwini Puneeth Rajkumar.[15]
- El Gobierno del Estado anunció que su cumpleaños se celebraría como el «Día de la Inspiración».[16]
- El 3 de mayo de 2022, se le otorgó póstumamente el Premio Basavashree para el año 2021.[17]
- La 212ª edición de la Exposición de Flores de Lalbagh fue dedicada como un homenaje a él y a su padre, el Dr. Rajkumar.[18][19]
- Se realizó un cuadro dedicado a él con motivo de la procesión Mysore Dasara de 202.[20][21]
- Se informó que las muñecas conceptualizadas en él fueron lo más destacado de la exhibición de muñecas Dasara de 2022.[22][23]
- Se dedicó un día entero a proyectar sus películas en el Festival de Cine Dasara 2022.[24]
- Se le concedió póstumamente el premio a la trayectoria en la 67ª edición de los premios Filmfare.[25]
- El 22 y 23 de octubre de 2022, los restaurantes de Bangalore organizaron un festival gastronómico: Sabores de Gandhada Gudi , con motivo de su último estreno teatral, Gandhada Gudi.[26]
- Las 200 películas en kannada que se estrenaron durante el año posterior a su fallecimiento le rindieron homenaje en sus créditos iniciales.[27]
- En el primer aniversario de su muerte se erigieron 75 figuras con guirnaldas en el exterior de su monumento.[28]
- Uno de los 75 satélites que se pretende lanzar a la órbita entre el 15 de noviembre y diciembre de 2022 con motivo del 75.º aniversario de la independencia de la India lleva su nombre.[29]
- El tramo de 12 km de la carretera de circunvalación exterior de Bangalore entre Nayandahalli Junction en Mysuru Road y Vega City Mall en Bannerghatta Road, pasando por Hosakerehalli, Kathriguppe y JP Nagar, se denominó carretera Dr. Puneeth Rajkumar.[30]
- La estatua de Puneeth, de 23 pies de altura, se inauguró como parte de la inauguración de Ballari Utsava en Bellary en 2023.[31]
- En marzo de 2023, el entonces Ministro Principal de Karnataka, Bommai, inauguró un hospital multidisciplinario construido en nombre del actor en Nayandahalli, en el distrito electoral de Govindarajanagar.[32]
- El 31 de octubre de 2023, el Departamento de Salud de Karnataka lanzó el programa Dr. Puneeth Rajkumar Hrudaya Jyoti Yojana para tratar a personas que sufren ataques cardíacos repentinos y problemas cardíacos.[33] La segunda fase del programa se lanzó en marzo de 2024.[34] En julio de 2024, se informó que hasta 10 pacientes, que reportaron dolor torácico y síntomas relacionados, recibieron una nueva oportunidad en hospitales taluk de Karnataka en un período de 10 días gracias al diagnóstico y tratamiento tempranos bajo este programa[35] Debido a su éxito en 86 hospitales públicos, el 28 de septiembre de 2024, con motivo del "Día Mundial del Corazón", se anunció que el programa se extendería a todos los taluks del estado.[36]
- El 5 de diciembre de 2023, algunos habitantes de Bengala Occidental le rindieron homenaje pintando un mural en Basavanagudi.[37]
- En la 13.ª Exposición Filatélica Estatal KARNAPEX 2024 , celebrada del 5 al 8 de enero, se presentó el "Sobre Postal Especial" dedicado a Puneeth Rajkumar.[38]
- El 17 de marzo de 2024 se organizó un evento de matrimonio masivo gratuito para conmemorar el aniversario del nacimiento de Puneeth Rajkumar en las instalaciones de Dasara Exhibition en Mysuru.[39]
- En enero de 2025, se informó que un manual sobre IA titulado "Breaking into AI: The Ultimate Interview Playbook" de Shubakar Shetty se inspiró en la generosidad de Puneeth Rajkumar.[40]
- India Post anunció el lanzamiento de cinco postales ilustradas especiales el 17 de marzo de 2025 con Puneeth Rajkumar para conmemorar su 50.° cumpleaños.[41][42][43]